# Diözese Iran

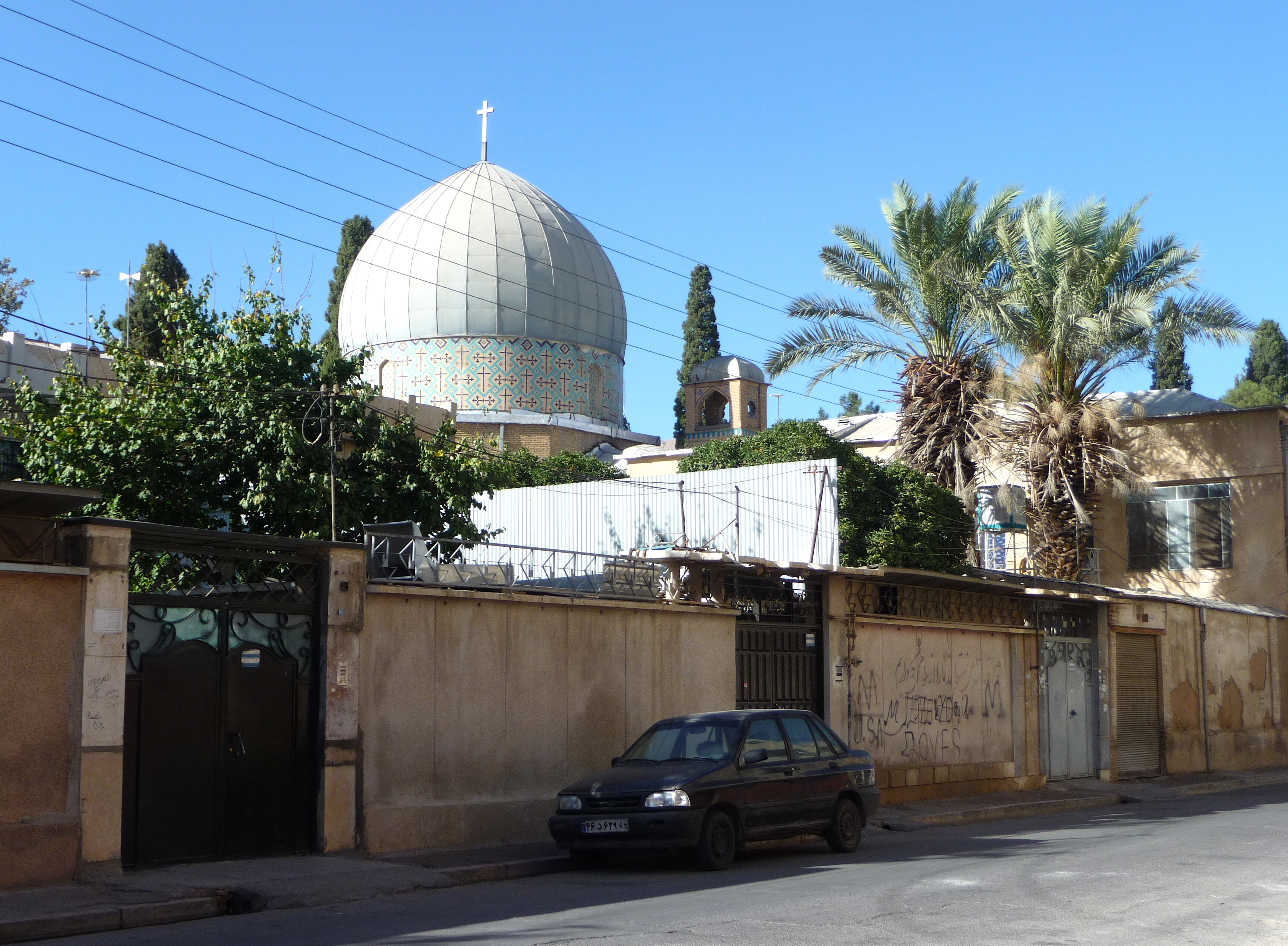
Anglikanische Kirche St. Simon der Zelot in Schiras, 2011 (erbaut 1938)

Die Diözese Iran (englisch Diocese of Iran), genannt auch Bistum Iran, ist eine anglikanische Diözese, die das gesamte Staatsgebiet der heutigen Islamischen Republik Iran umfasst. Sie wurde 1912 als Diözese Persien (englisch Diocese of Persia) gegründet und gehört seit 1957 zur Episkopalkirche von Jerusalem und dem Nahen Osten. Ihr traditioneller Bischofssitz ist bei der Lukaskirche in Isfahan; daneben gibt es die Paulskirche in Teheran und zwei weitere Kirchen. Sie hatte ihre Basis vor allem in iranischen Christen mit muslimischem Hintergrund und war durch die Islamische Revolution als erste Kirche bereits 1979 von Enteignungen und starken Einschränkungen bei der Religionsausübung betroffen. 

## Geschichte
Die anglikanische Mission in Iran durch englischsprachige Missionare begann mit dem aus Cornwall (England) stammenden Missionar Henry Martyn, der 1811 nach Schiras kam und 1812 eine Übersetzung des Neuen Testaments ins Persische vollendete. Er reiste nach Täbris, um sie dem Schah zu übergeben, erreichte den Herrscher jedoch nicht und ließ sie schließlich über den britischen Botschafter an den Schah übergeben. Martins persisches Neues Testament wurde von der russischen Bibelgesellschaft gedruckt und in Persien verbreitet. Nachdem Martin 1812 mit 31 Jahren gestorben war, vollendete William Glenn aus Schottland die persische Bibel, die 1846 gedruckt wurde. Ab 1834 kamen mit Justin Perkins Missionare der presbyterianischen Kirche aus den USA nach Urmia, während die Anglikaner mit Robert Bruce von der Kirchlichen Missionsgesellschaft (Church Missionary Society, CMS) ihre Mission ab 1870 in Isfahan begannen. Dabei teilten sich die Kirchen ihre Missionsgebiete auf: die Presbyterianer in Urmia und im Norden Irans, die Anglikaner in Isfahan und im Süden des Landes. Sowohl die Presbyterianer als auch die Anglikaner erreichten viele assyrische und einige armenische Christen, jedoch nur wenige Muslime. Die CMS dehnte ihre Missionstätigkeit bald auf Kerman, Yazd (1893) und Schiras (1900) aus, wobei die Missionarin Mary Bird Krankenhäuser in Kerman und Yazd gründete. Nachdem Bischof Edward Stuart als Bischof von Waiapu in Neuseeland zurückgetreten war, diente er als Missionar der CMS von 1894 bis 1911 im Isfahaner Stadtteil Neu-Dschulfa.
Die Diözese wurde ab 1883 durch den Bischof Valpy French aufgebaut, der von Lahore aus das Land bereiste. 1912 wurde der Bischofssitz in Isfahan eröffnet, und Charles Stileman wurde der erste Bischof, dem bereits 1919 James Linton nachfolgte. Am 18. Oktober 1935 wurde William Thompson in der Londoner Kathedrale St. Paul als Bischof von Iran konsekriert. Am 25. April 1961 folgte ihm als erster einheimischer Bischof Hassan Dehqani-Tafti.
Mit der Islamischen Revolution 1979 war die Anglikanische Kirche als erste christliche Kirche von Repression betroffen. Ziel der Maßnahmen waren Kirchen, die Mission unter Muslimen betrieben und Personen mit muslimischem Hintergrund in ihren Reihen hatten. Am 19. Februar 1979 wurde der anglikanische Pastor von Schiras, Arastoo Sayyah, in seinem Büro ermordet. Im Juni und Juli 1979 wurden die anglikanischen Krankenhäuser in Isfahan und Schiras beschlagnahmt. Am 8. Oktober 1979 wurde Bischof Dehqani-Tafti festgenommen, da er den Behörden den Zugang zu Geldern der Kirche verweigerte. Am 26. Oktober drangen zwei Bewaffnete ins Schlafzimmer des Bischofs und seiner Frau ein und feuerten fünf Schüsse ab, doch traf nur einer die Hand seiner Frau, die ihn zu schützen suchte. Eine Woche später verließ der Bischof das Land auf dem Weg zu einer Konferenz und kehrte nie wieder zurück. Am 6. November 1979 entschied ein Islamisches Revolutionsgericht, den anglikanischen Bischofssitz in Isfahan zu konfiszieren. Die Mitarbeiter der Kirche mussten das Gebäude räumen, das nun Jahre lang leer stand. Das Isfahaner anglikanische Krankenhaus wurde dagegen unter muslimischer Führung weiter betrieben und erhielt den Namen ʿĪsā ibn Maryam. Am 6. Mai 1980 wurde der einzige Sohn des Bischofs, Bahram Dehqani-Tafti, im Alter von 24 Jahren auf dem Heimweg von seiner Arbeit ermordet.
Am 11. Juni 1986 wurde Iraj Mottahedeh der fünfte anglikanische Bischof von Iran, der 2004 in den Ruhestand ging. Am 5. August 2007 wurde der aus Pakistan stammende Azad Marshall, nachdem er von der iranischen anglikanischen Synode gewählt worden war, in der Paulskirche zu Teheran vom Vorsitzenden Bischof der Episkopalkirche von Jerusalem und dem Nahen Osten, Mouneer Anis, als neuer Bischof eingesetzt. 2012 wurden die Pastoren der beiden anglikanischen Kirchen in Isfahan, von denen die Herausgabe von Mitgliederlisten der Gemeinden verlangt wurde, zeitweise festgenommen. Im Januar 2016 trat Bischof Azad Marshall zurück, um in Raiwind in Pakistan ein Amt als Koadjutor zu übernehmen. Hiermit wurde der anglikanische Bischofssitz Iran vakant. 2017 wurde Pastor Alber Walters zum Generalvikar für Iran ernannt, doch wurde sein Visum 2019 durch die iranischen Behörden nicht verlängert, so dass die Anglikanische Kirche in Iran ohne leitenden Geistlichen verbleibt. Im September 2020 entschied die Islamische Republik Iran, den beschlagnahmten anglikanischen Bischofssitz in Isfahan der islamischen Mostazafan-Stiftung zu übereignen.

## Die vier anglikanischen Gotteshäuser im Iran
Die Anglikanische Kirche im Iran hat noch vier aktive Gotteshäuser: Dies ist an der Abbas-Abad-Straße in Isfahan die Kirche St. Lukas (auch Koordinaten dieses Artikels), bei der sich der 1979 enteignete Komplex des einstigen Bischofssitzes befindet; zudem gibt es die Kirche St. Paul im Isfahaner christlichen Viertel Neu-Dschulfa, die Kirche St. Simon der Zelot in Schiras und die Kirche St. Paul in Teheran.